# Anime Night
Anime Night (letteralmente "notte degli anime") era l'appuntamento settimanale in prima serata, della durata di un'ora e mezza (dalle 21:00 alle 22:30), che l'emittente MTV Italia ha riservato tra il 1999 e il 2010 alle serie dell'animazione giapponese, spesso in prima visione televisiva.

## Storia e caratteristiche
Lo spazio dell'Anime Night vede per la prima volta la luce, senza una denominazione specifica, giovedì 21 ottobre 1999 con la trasmissione dell'anime Cowboy Bebop alle 21:00 e Golden Boy alle 21:30.
Dopo un primo anno sperimentale, in cui oltre alle due serie citate vengono trasmessi anche Alexander e Master Mosquiton, e dopo una pausa estiva, a partire dal 3 ottobre 2000 l'appuntamento con l'animazione giapponese riprende nella nuova collocazione della prima serata del martedì (giornata rimasta invariata fino alla fine) e diventa un appuntamento settimanale fisso nel palinsesto della rete, senza interruzioni (salvo alcune limitate ed isolate eccezioni) neppure durante il periodo estivo, almeno fino alla stagione 2007/2008 dopo la quale la programmazione è interrotta a giugno per riprendere poi ad ottobre.
A partire dall'autunno del 2002 lo spazio assume ufficialmente il nome di Anime Night, mentre rimane invariata la formula strutturata su tre slot della durata di circa 25 minuti ciascuno, il primo con inizio alle 21:00, il secondo alle 21:30 e il terzo alle 22:00, separati l'un l'altro da circa 5 minuti di pubblicità. Ciascuno slot è utilizzato per trasmettere un singolo episodio di un anime, per un totale quindi di tre serie animate trasmesse contemporaneamente e solo in occasioni particolari due o tutti e tre gli slot sono stati occupati da più episodi della stessa serie oppure accorpati per trasmettere film animati oppure OAV di durata superiore ai tradizionali 25 minuti per episodio. La serata dell'Anime Night, di solito limitatamente ai soli anime trasmessi in prima visione, è poi riproposta in replica in un altro giorno della stessa settimana, tipicamente il sabato nella fascia oraria del primo pomeriggio.
Le tre serie scelte per occupare lo spazio dell'Anime Night sono in genere prime visioni televisive di anime i cui diritti sono di recente acquisizione in Italia oppure serie (come ad esempio Ranma ½) che pur essendo già state trasmesse da altre emittenti italiane hanno avuto una programmazione non filologica o integrale oppure una scarsa visibilità a livello nazionale perché trasmesse solo su televisioni locali.
Nel corso degli anni non si è avuta sempre la programmazione in prima visione di tre nuovi anime alla volta, ma uno slot (o due nel caso di alcuni periodi estivi) è stato utilizzato per replicare delle serie già trasmesse in precedenza dalla rete, sempre all'interno dell'Anime Night. L'unica eccezione si è avuta nella stagione 2009/2010 durante la quale è stato trasmesso un solo anime in prima visione ed i rimanenti slot sono stati utilizzati per delle repliche.
È da segnalare, inoltre, nell'estate 2007 la trasmissione all'interno dell'Anime Night anche di una serie, Garo, che pur essendo giapponese non è in realtà un cartone animato ma un telefilm.

### Ultime stagioni e chiusura
Lunedì 9 giugno 2008, dopo otto anni di presenza ininterrotta nel palinsesto televisivo di MTV Italia, l'emittente, con un comunicato pubblicato nello spazio del suo sito web usualmente dedicato alle comunicazioni riguardanti la programmazione dei cartoni animati, ha annunciato che 
Inaspettatamente, a distanza di poco più di un mese da un annuncio che pareva mettere la parola fine alla programmazione di anime su MTV, in occasione delle consuete anticipazioni estive per la prossima stagione televisiva, un comunicato con le novità del palinsesto autunnale di MTV non solo conferma la presenza dell'Anime Night tra i programmi della rete ma annuncia anche i due nuovi anime che, a partire da ottobre 2008, ne faranno parte: Full Metal Panic! The Second Raid e Death Note. La notizia, diffusa in anteprima il 23 luglio 2008 dal sito Digital Sat Magazine, è poi confermata ufficialmente il giorno seguente dalla stessa emittente. Dopo una pausa di quattro mesi, il 28 ottobre 2008 l'appuntamento settimanale con l'animazione giapponese ricomincia, nella medesima collocazione del martedì sera dalle 21:00 alle 22:30, con la trasmissione dei tre nuovi anime: Nabari, Full Metal Panic! The Second Raid e Death Note.
Il 13 ottobre 2009, al termine della pausa estiva, ha inizio l'undicesima stagione dell'Anime Night che, se da una parte sembra voler scongiurare definitivamente l'ipotesi di chiusura circolata un anno prima, nei fatti si configura come una stagione differente dalle precedenti. Nonostante lo spazio dedicato all'animazione si allunghi inizialmente di mezz'ora, terminando alle 23:00 invece che alle consuete 22:30, la serata vede le presenza di un solo anime inedito, Fullmetal Alchemist: Brotherhood, mentre la restante ora e mezza è occupata da repliche di serie trasmesse nelle precedenti due stagioni. A metà stagione si verifica un ulteriore cambiamento con la drastica riduzione dell'orario a due soli slot di mezz'ora ciascuno inizialmente occupati da un episodio dell'anime inedito e da uno dell'anime in replica e successivamente occupati entrambi con due episodi della serie inedita.
Ad ottobre 2010, senza particolari annunci ufficiali, l'appuntamento con l'Anime Night non viene rinnovato per la stagione 2010-2011, sancendo la sua definitiva conclusione dopo una presenza più che decennale nel palinsesto della rete. MTV ha trasmesso Inuyasha The Final Act, l'ultima stagione della serie, a partire dal 13 novembre 2010 nella nuova collocazione del sabato pomeriggio con due episodi dalle 15:00 alle 16:00.

## Contenuti e censure
Fin dalla sua nascita questo spazio si è focalizzato, a differenza di altre emittenti televisive italiane, per il fatto di essere rivolto ad un pubblico più maturo e per una maggiore attenzione al rispetto dell'integrità dell'opera, compatibilmente con i vincoli richiesti dalla trasmissione in fascia protetta. Per evitare ogni possibile fraintendimento la rete fa precedere ogni episodio da un avviso che indica se lo stesso sia o meno adatto ad una certa fascia di pubblico. Questa scelta ha portato alla trasmissione di molti anime dai contenuti forti e dalle trame complesse, che fanno molto spesso uso di un linguaggio crudo e diretto, rivolto quindi a un pubblico diverso di quello solitamente associato alla visione dei cartoni animati.
Il maggior rispetto riguardo l'integrità dell'opera, a differenza di quanto fatto da altre emittenti televisive italiane, si è tradotto in un numero decisamente più limitato, se non nullo, di censure e nella riproposizione in forma integrale a tarda notte, in un orario al di fuori della fascia protetta, ogni qual volta le regole a tutela dei minori rendevano necessari tagli di alcune scene.
Completamente opposto, invece, il comportamento adottato per la replica settimanale della serata Anime Night, che, collocandosi in genere nelle prime ore del pomeriggio, vede la presenza di numerose censure, molte volte anche con tagli di scene che erano state regolarmente trasmesse durante la visione in prima serata.
Queste scelte editoriali hanno fatto sì che durante il periodo di esistenza del contenitore l'emittente divenisse un punto di riferimento dell'etere italiano per quello che riguarda l'animazione giapponese, distinguendosi quindi dal resto della programmazione più mirata a un pubblico infantile.
Se dal punto di vista dei tagli video la scelta della doppia trasmissione ha consentito di conciliare il rispetto dei vincoli per la trasmissione in fascia protetta con il rispetto dell'opera originale, più controverso risulta il comportamento adottato nelle scelte di doppiaggio nel caso delle seguenti serie animate: Aquarion, Black Lagoon, Death Note, Great Teacher Onizuka, Last Exile, Michiko e Hatchin, Nana e Wolf's Rain.
Per questi anime, infatti, è stato realizzato un doppiaggio apposito per la trasmissione televisiva in modo da consentirne la trasmissione in fascia protetta, edulcorando un linguaggio ritenuto eccessivamente volgare oppure modificando determinati elementi (come la minore età dei personaggi), e cancellando da alcune frasi i riferimenti a tematiche ritenute inappropriate (come quella religiosa), cambiandone però il senso. Vi sono però dei casi (come per esempio Full Metal Alchemist: Brotherhood) in cui l'unica traccia audio disponibile è quella televisiva, per cui non esistono alternative alla versione censurata.

## Anime presentati
All'interno dell'Anime Night vedono la loro prima programmazione la maggior parte dei cartoni animati giapponesi trasmessi dalla rete.
- Abenobashi
- Alexander - Cronache di guerra di Alessandro il Grande
- Aquarion
- Beck
- Black Lagoon
- Blue submarine no. 6
- Cinderella Boy
- Cowboy Bebop
- Death Note
- Diebuster
- Excel Saga
- Full Metal Panic!
- Fullmetal Alchemist
- Gintama
- Golden Boy
- Great Teacher Onizuka
- I cieli di Escaflowne
- Inuyasha
- Ken il guerriero - La trilogia
- Kenshin samurai vagabondo
- Last Exile
- Le situazioni di Lui & Lei
- Master Mosquiton
- Michiko e Hatchin
- Nabari
- Najica Blitz Tactics
- Nana
- Neon Genesis Evangelion
- Lo stregone Orphen
- Ranma ½
- Saiyuki
- Slam Dunk
- Trigun
- Wolf's Rain

## Tema musicale
Gli spot pubblicitari e gli intermezzi di Anime Night (e Anime Week) sono accompagnati dal brano Technopolis del gruppo giapponese Yellow Magic Orchestra, prodotto nell'anno 1979.